# デイヴ平尾
デイヴ平尾（デイヴひらお、1944年11月17日 - 2008年11月10日）は、日本の歌手、俳優。通称は、時坊（トキボウ）。
※1945年（昭和20年）生まれと書かれることもあるが、プロデビューする際に所属事務所から1歳サバを読むよう指示されたため、しばらくの間そのように称していたことの名残だと思われる。ルイズルイス加部も同じく1歳サバを読んで1949年生まれと称していた（実際は1948年生まれ）。

## 経歴・人物

### 青春時代
1944年11月17日、神奈川県横浜市出身。本名は平尾時宗。
実家は外国航路船員専門のクリーニング店だった。実姉の影響で音楽に親しむ。姉の影響で、日本劇場の日劇ウエスタンカーニバルを観覧したり、神奈川県立横浜緑ケ丘高等学校在学中にビートルズスタイルのバンドを結成。また日本大学へ進学してからは神奈川大学の友人たちともバンドを組んでいた。
一時期、アメリカ合衆国放浪の旅に出る。この時、ホームステイしていた家の子どもが、平尾がデビッド・ジャンセンに似ていると言って、「デイヴ」と呼んでいたことが、「デイヴ平尾」の由来である。また、この渡米中に偶然コンサート会場（ブラッド・スウェット・アンド・ティアーズのコンサート会場だったと言われている）でエディ藩と遭遇し、『日本に帰ったら一緒にバンドをやろう』と約束する。この約束に基づいて、平尾はメンバーを集め、エディ藩、マモル・マヌー、ケネス伊東、ルイズルイス加部とバンドを結成する。この内、マモル・マヌーはアマチュアバンドで歌っていたがドラムの経験は殆ど無く、またルイズルイス加部はギターを弾くことはできたがベースには触ったこともない、というようにかなり強引な結成であった。当時のバンド名は『平尾時宗とグループ・アンド・アイ』で、なじみの横浜・本牧のクラブ「ゴールデン・カップ」のレギュラー・バンドとなる。これが後のザ・ゴールデン・カップスの原型である。

### プロ入り以後
ザ・ゴールデン・カップスのリーダーとして、東芝音楽工業から1967年にプロデビュー。この時代の平尾については、ザ・ゴールデン・カップスの項を参照。1971年に解散後はソロ歌手、俳優としても活動。ソロ歌手としてシングルレコードやアルバムを発表。ソロデビューシングル「僕達の夜明け」のB面に収録された「一人」は日本テレビ系テレビドラマ『傷だらけの天使』の第25話と最終話で挿入歌として使われた。俳優としてテレビドラマ『悪魔のようなあいつ』（1975年：TBS）に出演したこともある。
1982年から2000年まで東京・六本木にライブハウス『ゴールデン・カップ』を開店し、オーナー兼専属歌手としてザ・ゴールデン・カップスのナンバーなどを歌っていた。
1985年には、TVKテレビ『カフェシティ・ヨコハマ』の司会を務めた。
2003年にドキュメンタリー映画『ザ・ゴールデン・カップス ワンモアタイム』が製作されたことをきっかけとして、ザ・ゴールデン・カップスの活動を再開し、テレビの音楽番組出演やライブ活動を精力的にこなしていたが、2008年11月10日午前8時14分、食道がんの療養中に心不全で死去。63歳没。
2009年1月25日、横浜・新山下のレストランTycoonにてデイヴ平尾追悼パーティが行われ、カップスメンバー、沢田研二、岸部一徳らミュージシャン仲間、ナポレオン党の小金丸峰夫、女優の五十嵐めぐみ、ラジオDJの亀渕昭信、実の姉弟など関係者やファン650人が集まって6時間半にわたって彼を偲んだ。なお、この日にはGS仲間であった元ザ・テンプターズの大口広司が他界している。

## 音楽作品

### シングル
| 発売日                  | 面                  | タイトル            | 作詞                | 作曲                | 編曲                | 規格                | 規格品番            |
| 東芝EMI / Express       | 東芝EMI / Express   | 東芝EMI / Express   | 東芝EMI / Express   | 東芝EMI / Express   | 東芝EMI / Express   | 東芝EMI / Express   | 東芝EMI / Express   |
| ディーブ・平尾 名義     | ディーブ・平尾 名義 | ディーブ・平尾 名義 | ディーブ・平尾 名義 | ディーブ・平尾 名義 | ディーブ・平尾 名義 | ディーブ・平尾 名義 | ディーブ・平尾 名義 |
| ----------------------- | ------------------- | ------------------- | ------------------- | ------------------- | ------------------- | ------------------- | ------------------- |
| 1972年10月5日           | A                   | 僕達の夜明け        | フォーメン          | フォーメン          |                     | EP                  | ETP-2732            |
| 1972年10月5日           | B                   | 一人                | 岸部修三            | 井上堯之            |                     | EP                  | ETP-2732            |
| テイチク / Black Record |                     |                     |                     |                     |                     |                     |                     |
| ディヴ平尾 名義         |                     |                     |                     |                     |                     |                     |                     |
| 1978年                  | A                   | ねぇ                | 森雪之丞            | 森雪之丞            | ミッキー吉野        | EP                  | BC-1040             |
| 1978年                  | B                   | 別れ芝居            | 森雪之丞            | 森雪之丞            | ミッキー吉野        | EP                  | BC-1040             |
| 東芝EMI / Express       |                     |                     |                     |                     |                     |                     |                     |
| 1980年7月5日            | A                   | 野良犬              | 小田裕一郎          | 小田裕一郎          | 川上了              | EP                  | ETP-17006           |
| 1980年7月5日            | B                   | クロス・ロード      | 小田裕一郎          | 小田裕一郎          | 川上了              | EP                  | ETP-17006           |
| キングレコード          |                     |                     |                     |                     |                     |                     |                     |
| 1987年5月21日           | A                   | 太陽のチャイルド    | 高柳恋              | 小杉保夫            | 島健                | EP                  | K07S-10186          |
| 1987年5月21日           | B                   | When I Cry          | 高柳恋              | 小杉保夫            | 島健                | EP                  | K07S-10186          |

### アルバム
| 発売日        | タイトル | レーベル          | 規格 | 規格品番 |
| ------------- | --- | ----------------- | ---- | -------- |
| 1983年        | 横浜ルネッサンス 全編曲：伊豆一彦 A面 1. オーヴァーラップ・ロケーション - 作詞：山本伊織、作曲：伊藤一彦 2. シエイクハンド・ブギ - 作詞・作曲：李世福 3. 上海ジャンクション - 作詞・作曲：伊豆一彦 4. マドモアゼルNON NON - 作詞：阿木燿子、作曲：宇崎竜童 5. 横浜シティー・ブルース - 作詞・作曲：李世福 B面 1. 本牧ヒストリー - 作詞：阿木燿子、作曲：アイ高野 2. マリアンヌ - 作詞：阿木燿子、作曲：デイヴ平尾 3. ジョー・ジャコミン - 作詞：藤竜也、作曲：エディ藩 4. グリーン・カード - 作詞：山本伊織、作曲：加部正義 5. トゥワイライト・ラプソディ - 作詞：藤竜也、作曲：竹田和夫 | キングレコード    | LP   | K28A-387 |
| 2017年7月26日 | 一人～コンプリート・ソロ・コレクション1972-1987 1. 僕達の夜明け 2. 一人 3. ねえ 4. 別れ芝居 5. 野良犬 6. クロス・ロード 7. ママリンゴの唄 8. オーヴァーラップ・ロケーション 9. シェイクハンド・ブギ 10. 上海ジャンクション 11. マドモアゼルNON NON 12. 横浜シティ・ブルース 13. 本牧ヒストリー 14. マリアンヌ 15. ジョー・ジャコミン 16. グリーン・カード 17. トゥワイライト・ラプソディ 18. 太陽のチャイルド 19. WHEN I CRY | GREENWOOD RECORDS | HQCD | GRCL6078 |

## 出演映像作品
- 『悪魔のようなあいつ』（テレビドラマ／1975年：TBS）
- 『夜明けの刑事』第93話「美女の罠・お願い!一緒に死んで!!」（1976年：TBS）：強盗犯・木塚　役
- 『愉快な極道』（1976年：東映）：ひき逃げ犯のチンピラ　役
- 『ザ・ゴールデン・カップス ワンモアタイム』（ドキュメンタリー映画／2003年：アルタミラピクチャーズ）

## 脚註
1. ↑  “気ままに生きる(26/203) | 小説サイト ベリーズカフェ”. 小説サイトBerry's Cafe -ベリーズカフェ-. 2024年2月20日閲覧。
2. ↑  熱狂GS図鑑　黒沢進著　徳間書店　1986年1月刊　19頁。
3. ↑  デイヴ平尾氏死去 歌手 共同通信 47News 2008年11月10日閲覧[リンク切れ]
4. ↑  THE GOLDEN CUPS PRESENTS 追悼 デイヴ平尾 トリビュートパーティー 矢口壹琅の ONE LOVE 2009年1月25日付参照

## 外部サイト
- ザ・ゴールデン・カップスのプロフィールhttps://barks.jp/news/571689/
- 日本ロック名鑑「デイヴ平尾」http://www.studio-g3.com/whoswho/02-davehirao.htm